# DYMO Corporation
DYMO Corporation è un'azienda statunitense, sussidiaria di Newell Brands, produttrice di etichettatrici, stampanti portatili ed accessori correlati per la creazione di etichette e nastri a rilievo tramite stampa a trasferimento termico, nonché di altre tipologie di stampanti speciali (tra cui etichettatrici per CD e DVD) e di apparecchiature mediche durevoli.

## Storia

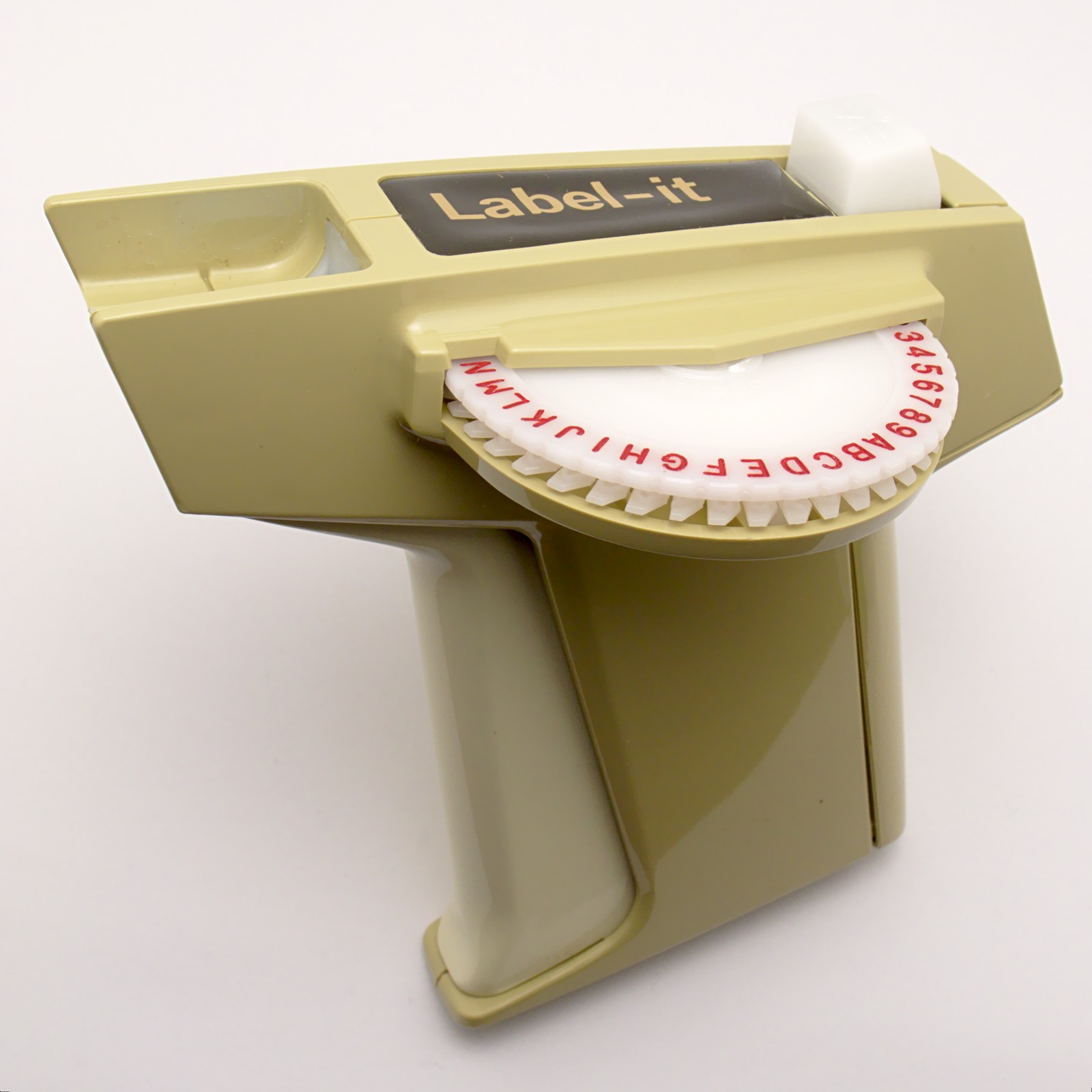
Etichettatrice a nastro DYMO (1967 ca.)

L'azienda venne fondata con il nome di Dymo Industries, Inc. nel 1958 da Rudolph Hurwich per la produzione di etichettatrici portatili che stampassero su nastri a rilievo; sia l'etichettatrice sia il nastro erano stati inventati da David Souza a Oakland, in California.
L'azienda venne rilevata da Esselte nel 1978 e le stampanti alimentate a batteria divennero un prodotto di punta a partire dalla loro introduzione nel 1990. Nel novembre 2005 l'azienda venne venduta a Newell Rubbermaid per 730 milioni di dollari.

## Dimensioni delle etichette

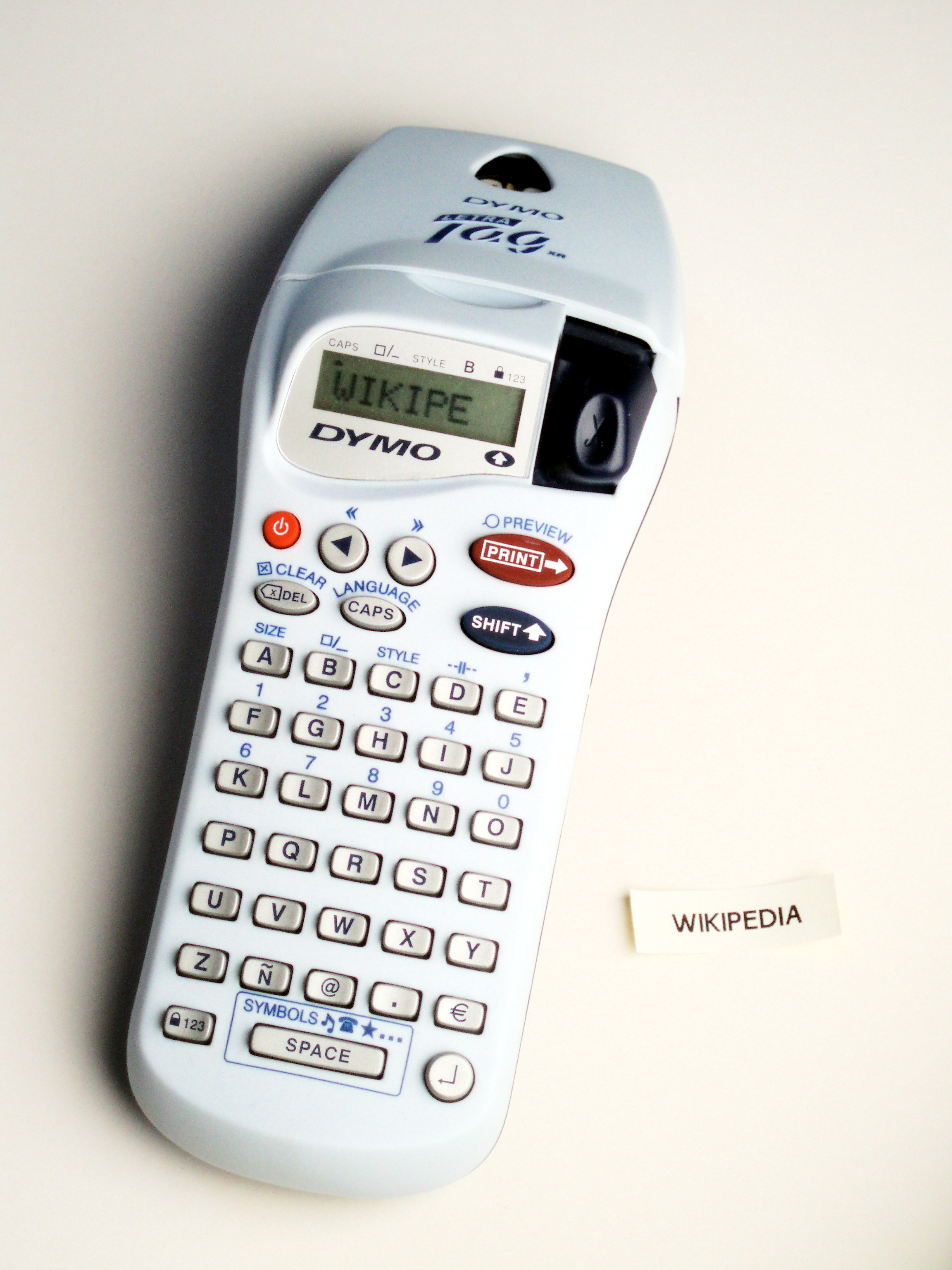
Etichettatrice a trasferimento termico Dymo LetraTag

Nella tabella seguente è riportato un elenco delle dimensioni delle etichette più diffuse per la serie di stampanti LabelWriter (400 e 450):
| N. prodotto (5 cifre) | N. prodotto (7 cifre) | Uso generale          | Larghezza (in pollici) | Altezza (in pollici) | Etichette per rotolo | Colore etichetta |
| --------------------- | --------------------- | --------------------- | ---------------------- | -------------------- | -------------------- | ---------------- |
| 30251                 |                       | Indirizzo             | 31⁄2                   | 1⁄8                  | 130                  | Bianco           |
| 30252                 |                       | Indirizzo             | 31⁄2 (~8,9 cm)         | 1⁄8 (~2,8 cm)        | 350                  | Bianco           |
| 30253                 |                       | Indirizzo             | 31⁄2                   | 1⁄8                  | 700                  | Bianco           |
| 30256                 |                       | Spedizione            | 4                      | 25⁄16                |                      | Bianco           |
| 30320                 |                       | Indirizzo             | 31⁄2                   | 1⁄8                  | 130                  | Bianco           |
| 30330                 |                       | Indirizzo di ritorno  | 2                      | 3⁄4                  | 500                  | Bianco           |
| 30332                 |                       |                       | 1                      | 1                    |                      | Bianco           |
| 30333                 |                       |                       | 1⁄2                    | 1⁄2                  |                      | Bianco           |
| 30334                 |                       |                       | 21⁄4                   | 1⁄4                  |                      | Bianco           |
| 30335                 |                       |                       | 1⁄2                    | 1⁄2                  |                      | Bianco           |
| 30857                 | 1760756               | Distintivo nominativo | 4                      | 21⁄4                 | 250                  | Bianco           |

## Critiche
I modelli LabelWriter 550 e 5XL sono dotati di un lettore RFID che legge i relativi tag inseriti nei rotoli delle etichette originali Dymo per rilevare automaticamente il tipo di etichetta all'interno. Tuttavia, questo sistema serve anche a contrastare l'uso di rotoli di etichette compatibili prodotte da terze parti, costituendo quindi una forma di gestione dei diritti digitali simile a quelle adottate dai produttori di stampanti a getto d'inchiostro e laser con l'inserimento di un chip nelle cartucce originali per impedire l'utilizzo di cartucce di terze parti.
L'azienda è stata inoltre criticata per aver utilizzato in più occasioni il modello di business "razor & blades", in cui il prodotto principale (ad esempio una stampante o un'etichettatrice) viene venduto a poco prezzo per aumentare le vendite del prodotto complementare consumabile (ad esempio le cartucce d'inchiostro o i nastri per la stampa in rilievo), costringendo i clienti ad acquistare rotoli di etichette Dymo originali.